# Una strana domenica
Una strana domenica (Un drôle de dimanche) è un film del 1958 diretto da Marc Allégret.

## Trama
Jean Brévent, ex capitano dell'esercito africano durante la seconda guerra mondiale, diventa un designer per l'agenzia pubblicitaria fondata dal suo ex colonnello. Investe totalmente nel suo lavoro per cercare di dimenticare che sua moglie Catherine lo ha lasciato cinque anni fa. Un giorno, la trova sull'autobus davanti alla Scuola Militare. La ama ancora. Scopre solo allora che se n'è andata con un ex sottotenente della sua compagnia che è diventato un uomo d'affari. Jean oscilla per un intero weekend tra il desiderio di riconquistarla e il desiderio di ucciderla. Finge di essere il capo della sua azienda, occupando il suo ufficio e prendendo in prestito la sua macchina per abbagliarlo. Catherine scoprirà l'inganno, ma si renderà anche conto che lo ama ancora.